# Tepalcates
Tepalcates är en ort i Mexiko.   Den ligger i kommunen Mezquital och delstaten Durango, i den centrala delen av landet, 700 km nordväst om huvudstaden Mexico City. Tepalcates ligger 1 509 meter över havet och antalet invånare är 106.
Terrängen runt Tepalcates är kuperad åt sydväst, men åt nordost är den bergig. Runt Tepalcates är det mycket glesbefolkat, med 3 invånare per kvadratkilometer. Närmaste större samhälle är Curachitos, 3,3 km söder om Tepalcates. I omgivningarna runt Tepalcates växer huvudsakligen savannskog.